# Компа
Компа (фр. Compas) насеље је и општина у централној Француској у региону Лимузен, у департману Крез која припада префектури Обисон.
По подацима из 2011. године у општини је живело 206 становника, а густина насељености је износила 12,45 становника/km². Општина се простире на површини од 16,54 km². Налази се на средњој надморској висини од 650 метара (максималној 688 m, а минималној 546 m).

## Демографија
| 1962. | 1968. | 1975. | 1982. | 1990. | 1999. | 2011. |
| ----- | ----- | ----- | ----- | ----- | ----- | ----- |
| 312   | 332   | 270   | 235   | 216   | 197   | 206   |

График промене броја становника у току последњих година